# De Staat
De Staat je nizozemska rock skupina, ki je bila ustanovljena leta 2006 v Nijmegnu na Nizozemskem. Ime De Staat v slovenskem prevodu pomeni »država«.

## Zgodovina
De Staat se je začel kot solo projekt pevca Torreta Florima, ki je kasneje ustanovil skupino. Skupino poleg Torrima sestavljajo še Rocco Bell (sintisajzer, kitara), Jop van Summeren (bas kitara, sintisajzer), Vedran Mirčetić (kitara) in Tim van Delft (bobni). Skupina navdih črpa iz alternativne rock glasbe (Queens of the Stone Age, Muse...) ter iz elektronske glasbe devetdesetih in osemdesetih (kar se kaže predvsem na najnovejšem albumu Bubblegum) Njihova prva demo plošča je bila posneta v Florimovem stanovanju in so jo izdali leta 2007. Čeprav niso imeli podpisane pogodbe z nobeno založbo, so počasi zrasli v celotno zrelo skupino, zgolj samo zaradi dobro sprejetih nastopov na nizozemskem.
Leta 2008 so bili predskupina znani belgijski skupini dEUS, kasneje tega leta pa so podpisali pogodbo z založbo Excelsior Recordings. Njihov prvi album, Wait for Evolution, so izdali januarja 2009. Vse pesmi na albumu so bile napisane in producirane s strani Florima. Album je napisal kot projekt za diplomsko nalogo pri predmetu, kjer so obravnavali glasbeno produkcijo. Med tem časom je Florim produciral tudi EP še ene lokalne glasbene skupine Go Back To The Zoo.
Z leti je popularnost skupine naraščala in nastopali so že na nekaterih večjih festivalih, kot so Dot to Dot, Glastonbury, Sziget in Lowlands.
Skupina je izdala celoten nastop v živo iz festivala Lowlands 2009 v video obliki. Med tem nastopom jih je opazil Chris Goss, glasbeni producent, ki je kot producent sodeloval z skupinami kot so Kyuss, Queens of the Stone Age in Foo Fighters, in ki je tudi frontman ameriške hard rock skupine Masters of Reality, Predstavil jih je založbi Mascot Records. Na založbi so spomladi leta 2010 ponovno izdali album Wait for Evolution. Po internacionalni izdaji so imeli obširno turnejo in nastop na festivalih Reeperbahn in Glastonbury leta 2010.
Njihov drug album Machinery je bil izdan leta 2011. 
Tretji album skupine z naslovom I_CON so izdali 13. septembra 2013. V veliki večini je bil posnet v Franciji, produciral pa ga je Torre Florim sam. Album je v Nashvillu zmiksal Vance Powell, ki je sodeloval z glasbeniki, kot so Jack White in The Raconteurs. Ta album se je izkazal za najbolj uspešen album skupine do zdaj, saj je dosegel 2. mesto na nizozemski lestvici top 100, pesem Down Town z albuma pa je tudi v nogometni igri FIFA 14. Album je prejel nagrado za najboljši rock album na podelitvi nagrad Edisons 2014.
Skupina je leta 2014 izdala EP z naslovom Vinticious Versions, ki je vseboval preoblikovane pesmi s prejšnjih albumov.
Januarja 2016 so izdali peti album z naslovom O.
Leta 2016 so nastopili kot predskupina zasedbi Muse
Po dveh letih koncertiranja in nekaj mesecih snemanja v studiu so 18. januarja 2019 izdali svoj šesti studijski album z naslovom "Bubblegum".